# ¿Qué la hizo hacer eso?
¿Qué la hizo hacer eso? (何が彼女をそうさせたか Nani ga kanojo o sō saseta ka?) es una película muda japonesa de 1930 dirigida por Shigeyoshi Suzuki. Fue la película japonesa más taquillera de la era del cine mudo. Notable como ejemplo del género cinematográfico de tendencia, causó disturbios tras su exhibición en el barrio de Asakusa en Tokio.

## Sinopsis
La trama se centra en Sumiko, una adolescente enviada a vivir con su tío. Al llegar a una casa acosada y con muchos hijos, su tía y su tío alcohólico se molestan con su llegada. Una nota, que Sumiko no puede leer, anuncia que su padre se ha suicidado. Tras ser privada de la educación y obligada a trabajar para la familia, Sumiko es finalmente vendida a un circo, donde sufre a manos de sus miembros y del maestro de ceremonias. Sumiko escapa con otro artista de circo, Shintaro, pero Sumiko se une a una banda de ladrones y termina arrestada. Consigue trabajo en casa de una familia aristocrática adinerada, que niega incluso los placeres más sencillos a su personal por crueldad. Es enviada a un orfanato cristiano, donde es humillada por escribir una carta a un viejo amigo, y debe pronunciar un discurso público renunciando a sus costumbres y aceptando a Cristo en su corazón. Ante la oportunidad, Sumiko denuncia a la iglesia y termina incendiándola.

## Reparto
- Keiko Takatsu como Sumiko
- Rintarō Fujima como Hiroshi Hasegawa
- Ryuujin Unno como Shintarō
- Yōyō Kojima
- Hidekatsu Maki
- Itaru Hamada
- Takashi Asano
- Saburō Ōno

## Producción y recepción
Tras el éxito comercial de otras películas de tendencia como Una marioneta viviente, de Tomu Uchida, y Sinfonía de la gran ciudad, de Kenji Mizoguchi (ambas de 1929), producidas por el estudio Nikkatsu, el estudio Teikine (Teikoku Kinema Engei), orientado al entretenimiento, produjo ¿Qué la hizo hacer eso?, introduciendo en la historia «elementos vulgares» dirigidos al público, aligerando así su crítica social.

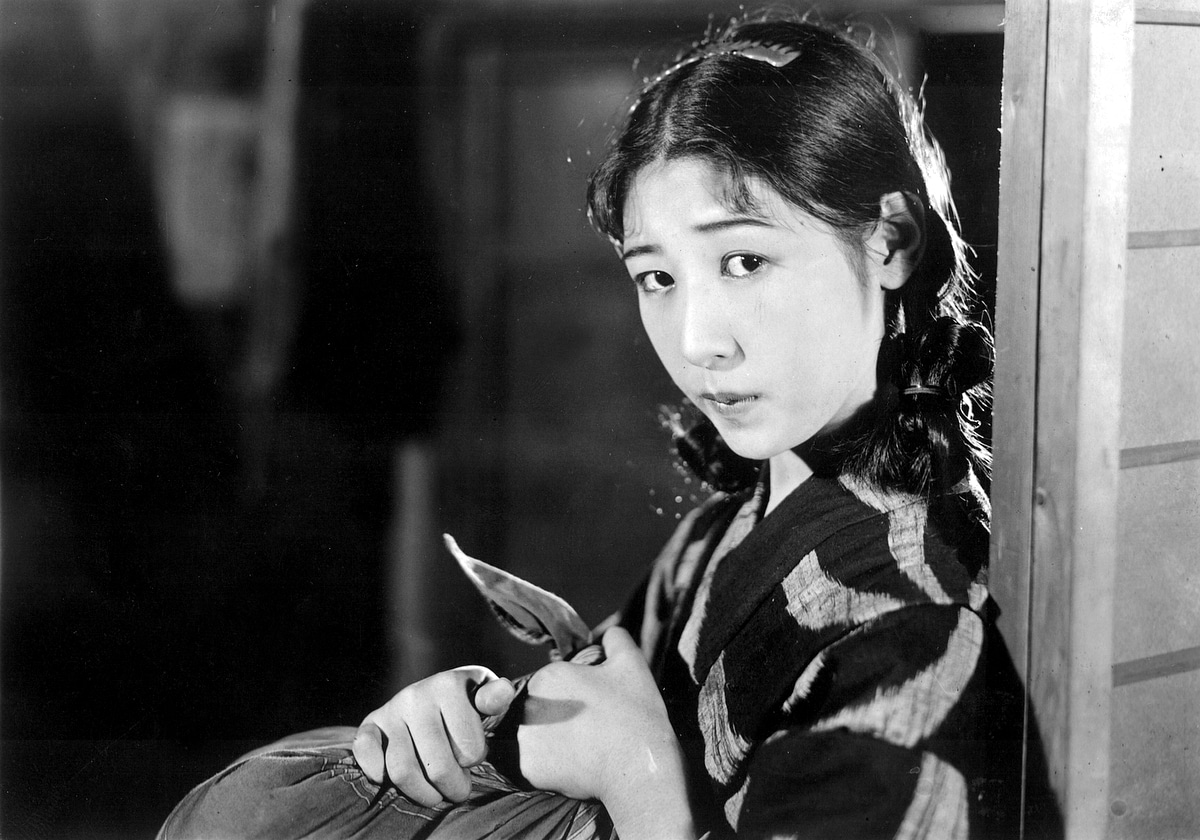
La heroína de la película interpretada por Keiko Takatsu en una escena de la película

La película representa un punto culminante en el género keiko-eiga (película de protesta), su guion está basado en una obra del escritor de izquierdas Seikichi Fujimori. Sin embargo, según Sotoji Kimura, entonces asistente de dirección de la película, el director, Shigeyoshi Suzuki, tenía más ambición por hacer una película vanguardista al estilo europeo que una de izquierdas. Para él, la película contiene muchas escenas vanguardistas, y cita como ejemplo la secuencia del circo: «En la toma posterior a la que la joven es perseguida por los acróbatas de la compañía, se añadió al montaje un ratón frenético corriendo dentro de una cesta».

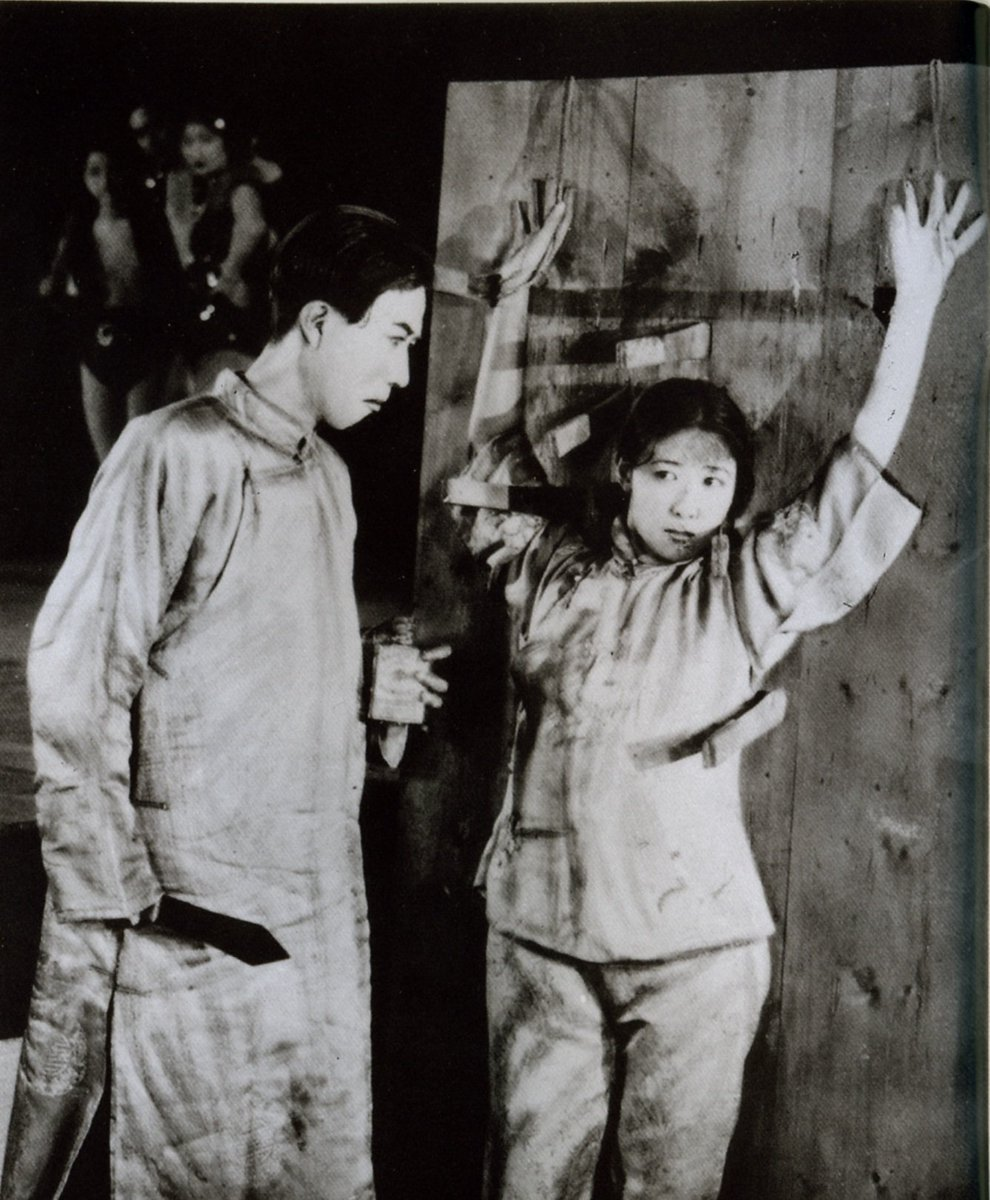
Keiko Takatsu en otra escena de la película

La película fue un gran éxito comercial y la prensa local informó de disturbios tras su proyección en el distrito Asakusa de Tokio. Fue la película más taquillera de toda la historia del cine mudo japonés. Sotoji Kimura recuerda: «¡Deberías haber visto la reacción de los espectadores! Al final, cuando la heroína se rebela, lanzan sus geta o sus zōri a la pantalla mientras gritan palabras de aliento».
En su libro Cien años de cine japonés de 2005, el historiador de cine Donald Richie tituló la película «una película melodramática y de mal gusto», al tiempo que la reconoció por ser «también extraordinariamente culta en materia cinematográfica».
Shigeyoshi Suzuki hizo una secuela de la película titulada Nani ga kanojo o koroshitaka (何が彼女を殺したか?) que se estrenó al año siguiente, en 1931. Comienza con la liberación de prisión de la heroína Sumiko Nakamura, quien al final de la película anterior, en un ataque de locura, había prendido fuego a una iglesia.

## Restauración
Considerada perdida durante mucho tiempo, la película fue restaurada a partir de una copia parcial hallada en los archivos de Mosfilm en Moscú en 1994, bajo la supervisión de Yoneo Ōta. Se añadieron intertítulos para resumir las escenas faltantes, principalmente al principio y al final de la película, basándose en el guion proporcionado por la familia del director. La versión restaurada se proyectó en 1997 en el Festival Internacional de Cine de Tokio y el Festival de Cine de Kioto.

## Premios
En 1931 ganó el Premio Kinema Junpō a la mejor película japonesa de 1930.